# Ptenothricinae
Ptenothricinae zijn een onderfamilie van springstaarten uit de familie Dicyrtomidae. De onderfamilie telt 106 beschreven soorten.

## Geslachten
- Bothriovulsus (3 soorten)
- Papirioides (12 soorten)
- Ptenothrix (91 soorten)